# Torneo de Núremberg 2019
El Nürnberger Versicherungscup 2019 fue un torneo profesional de tenis que se jugó en canchas de arcilla. Se trató de la séptima edición del torneo que formó parte de los torneos WTA 2019. Se llevó a cabo en Núremberg (Alemania) entre el 19 y el 25 de mayo de 2019.

## Distribución de puntos
| Modalidad           | Campeona | Finalista | Semifinales | Cuartos de final | 2ª ronda | 1ª ronda | Clasificadas | 2ª ronda de clasificación | 1ª ronda de clasificación |
| Individual femenino | 280      | 180       | 110         | 60               | 30       | 1        | 18           | 12                        | 1                         |
| Dobles femenino     | 280      | 180       | 110         | 60               | 1        | -        | -            | -                         | -                         |

## Cabezas de serie

### Individuales femenino
| Tenista               | Ranking | Preclasificada |
| Yulia Putintseva      | 38      | 1              |
| Kateřina Siniaková    | 45      | 2              |
| Ajla Tomljanović      | 47      | 3              |
| Alison Riske          | 52      | 4              |
| Ekaterina Alexandrova | 58      | 5              |
| Kirsten Flipkens      | 60      | 6              |
| Evgeniya Rodina       | 68      | 7              |
| Andrea Petković       | 69      | 8              |

- Ranking del 13 de mayo de 2019.[2]

### Dobles femenino
| Tenista                          | Ranking | Preclasificada |
| Gabriela Dabrowski Xu Yifan      | 22      | 1              |
| Anna-Lena Grönefeld Demi Schuurs | 34      | 2              |
| Raquel Atawo Katarina Srebotnik  | 64      | 3              |
| Kirsten Flipkens Johanna Larsson | 73      | 4              |

## Campeonas

### Individual femenino
Yulia Putintseva venció a  Tamara Zidanšek por 4-6, 6-4, 6-2

### Dobles femenino
Gabriela Dabrowski /  Xu Yifan vencieron a  Sharon Fichman /  Nicole Melichar por 4-6, 7-6(7-5), [10-5]